# 弗基赫拜尼塞拉赫

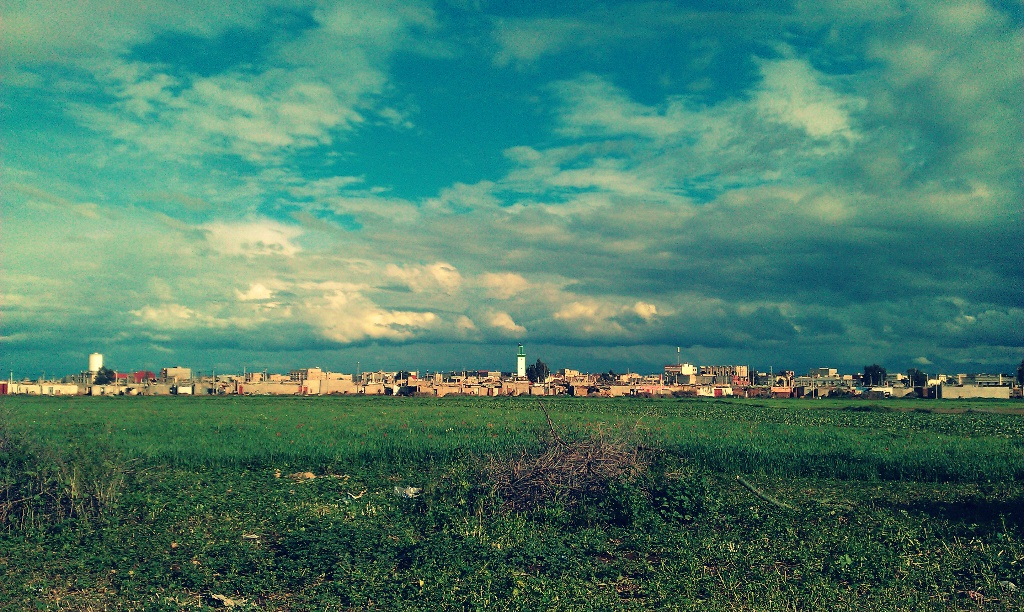
弗基赫拜尼塞拉赫

32°30′00″N 06°32′00″W / 32.50000°N 6.53333°W
弗基赫拜尼塞拉赫（阿拉伯语：‎）是摩洛哥的城鎮，位於該國北部，由貝尼邁拉勒-海尼夫拉大區負責管轄，是弗基赫拜尼塞拉赫省的首府，面積29平方公里，海拔高度440米，2014年人口102,019，人口密度每平方公里3,507人。